# Gudon
Gudon (Gufidaun in tedesco) è una frazione di 500 abitanti del comune italiano di Chiusa (Klausen) della Provincia autonoma di Bolzano. 
Dista circa 3 km dalla sede comunale, unica frazione del comune a trovarsi sulla sinistra idrografica dell'Isarco. Si trova in Valle Isarco, su un altopiano a 730 m s.l.m.. Fu comune autonomo fino al 1929.

## Toponimo
L'insediamento esisteva dal 948-957, quando col nome Cubidunes viene nominata in un documento del vescovo bavarese Lantpert di Frisinga. In seguito la località è attestata come Cuvedun nel 1250, come Guvidaun nel 1273 e come Gufidaun nel 1370.

## Storia
L'economia del paese è basata essenzialmente sul turismo. Costruzioni storiche sono la chiesa parrocchiale, dedicata a San Martino e attestata dal 1280 (ted. St.-Martins-Kirche), nonché i manieri castel Summersberg (ted. Schloss Summersberg) e castel Koburg (ted. Schloss Koburg), entrambi risalenti al medioevo. Il 24 agosto 1529 a castel Summersberg, Georg Blaurock, il fondatore di tutte le denominazioni religiose battiste, è stato processato sulla rastrelliera, probabilmente provocando la lussazione di entrambe le spalle e 13 giorni dopo, fu martirizzato bruciando vivo sul rogo. Il centro dell'attività di Blaurock all'epoca della fondazione delle parrocchie era nella vicina Chiusa.
Notevole è inoltre il palazzo medievale Hohenhaus (ted. Ansitz Hohenhaus), sede del giudizio patrimoniale dei conti Wolkenstein dal 1740 e completamente risanato nel 2002. Oggi è sede di associazioni e della biblioteca locale.

## Monumenti e luoghi d'interesse
- Castel Summersberg